# Municipio XII
Municipio Roma XII ist die zwölfte administrative Unterteilung der italienischen Hauptstadt Rom.
Die Assemblea Capitolina (Stadtrat von Rom) errichtete mit seiner Resolution Nr. 11 am 11. März 2013 das Municipio, welches das ehemalige Municipio Roma XVI und zuvor Circoscrizione XVI ersetzte.

## Geographie

### Geschichtliche Unterteilung
Auf dem Territorium des Municipio sind die folgenden topografischen Bereiche der Hauptstadt Rom:

#### Quartiere
- Q. XI Portuense
- Q. XII Gianicolense

#### Suburbi
- S. VIII Gianicolense

#### Zone
- Z. XLIII Maccarese Nord
- Z. XLIV La Pisana
- Z. XLV Castel di Guido

### Administrative Gliederung
Das Municipio Roma XV umfasst die gleichen Zone Urbanistiche wie das vormalige Municipio Roma XVII:
| 16A              | Colli Portuensi  | 35.979  |
| 16B              | Buon Pastore     | 31.178  |
| 16C              | Pisana           | 4.399   |
| 16D              | Gianicolense     | 54.281  |
| 16E              | Massimina        | 8.898   |
| 16F              | Pantano di Grano | 5.726   |
| 16X              | Villa Pamphili   | 199     |
| Nicht zugeordnet | Nicht zugeordnet | 447     |
| Insgesamt        | Insgesamt        | 141.107 |

### Fraktion
Im Territorium des Municipio sind folgende Fraktionen der Stadt Rom:
- Fontignani
- Massimina

## Präsident
| Wahlperiode | Wahlperiode | Präsident             | Partei              |
| ----------- | ----------- | --------------------- | ------------------- |
| 2013        | 2016        | Cristina Maltese      | Partito Democratico |
| 2016        |             | Giuseppia Castagnetta | MoVimento 5 Stelle  |